# 沃岛

沃岛区在赫尔辛基地图上的位置

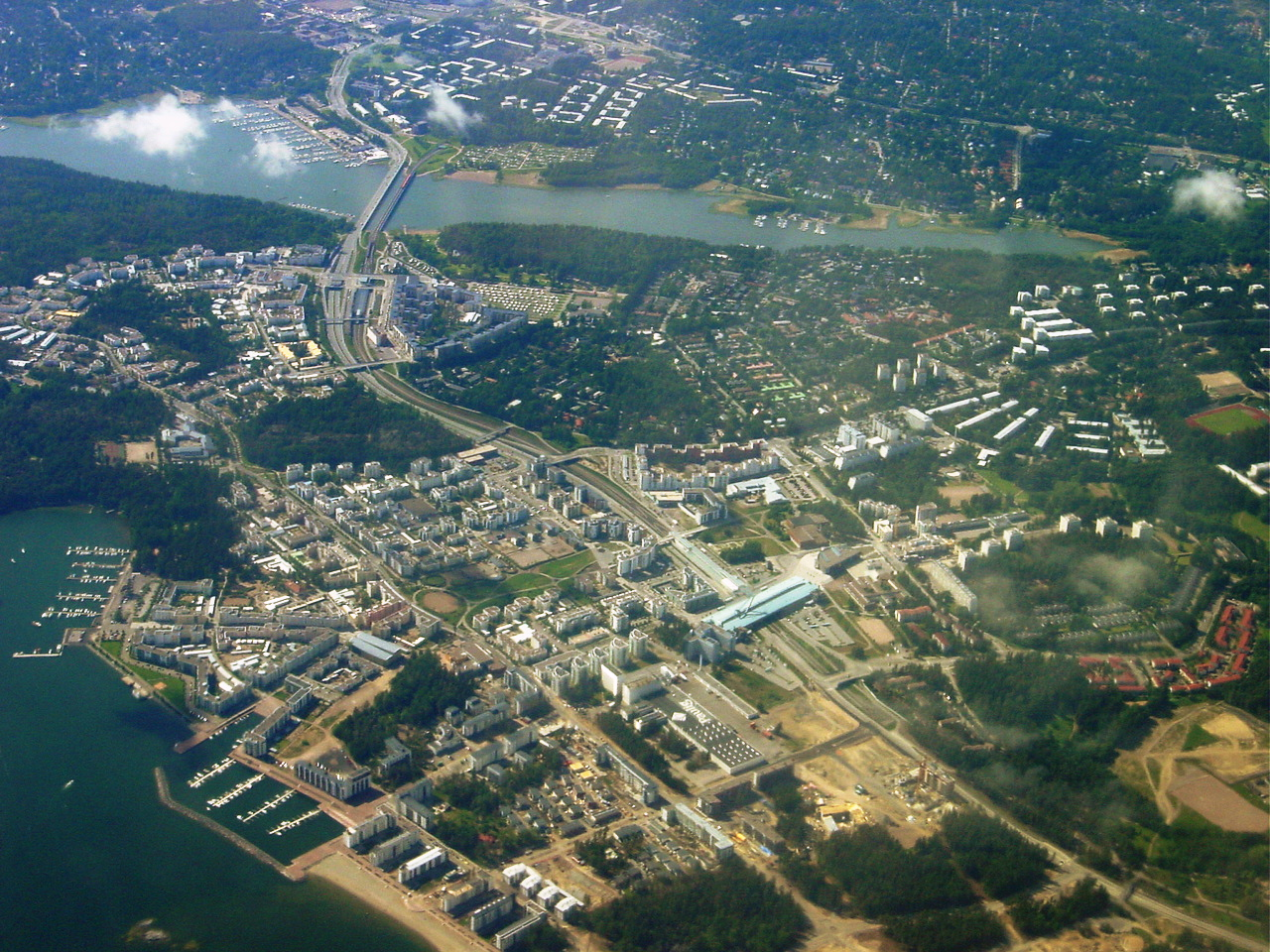
鸟瞰图

沃岛（芬蘭語：Vuosaari），或全音译为沃萨里，是芬兰首都赫尔辛基的第54号市区，位于东部海边。市区面积为17.07平方公里，为赫尔辛基面积最大的市区。该区是在1966年从赫尔辛基乡镇（现万塔）并入赫尔辛基的，同时万塔几乎失去了其所有的海岸。
2020年末沃岛区有居民38,961人，其中芬兰语或萨米语人口占68,7%，瑞典语人口占4.5%，其他语种人口占26.8%。